# Niphogeton dissecta
Niphogeton dissecta là một loài thực vật có hoa trong họ Hoa tán. Loài này được (Benth.) J.F.Macbr. mô tả khoa học đầu tiên năm 1930.